# Baeomyces rufus
Baeomyces rufus, auch Braune Köpfchenflechte genannt, ist eine auf sauren Böden häufiger zu findende Krustenflechtenart.

## Beschreibung
Die Braune Köpfchenflechte besitzt einen dünnen feinkörnigen oder aus sehr kleinen angedeuteten Schüppchen zusammengesetzten Thallus, der oft leicht sorediös aufbricht. Die Färbung ist grau bis (vor allem bei Befeuchtung) grünlich. Ihre an kleine Pilze erinnernden Fruchtkörper (Apothecien) sind fast sitzend bis deutlich gestielt (Podetien weißlich, maximal 4 bis 5 mm hoch), rosa- bis rotbraun und unregelmäßig gewölbt oder halbkugelig.
Algenpartner innerhalb der Flechtensymbiose (Photobiont) ist die Grünalge Elliptochloris bilobata.
Verwechslungsmöglichkeiten bestehen insbesondere mit der Rosa Köpfchenflechte, deren Fruchtkörper sind jedoch rosafarben und meist deutlicher gestielt.

## Standort und Verbreitung
Die Braune Köpfchenflechte kommt in der Nordhemisphäre zirkumpolar von der gemäßigten bis zur borealen Zone vor. In Europa ist sie auf saurer Erde oder erdimprägnierten Steinen besonders an Wegböschungen, in Heiden oder offenen Waldstellen vom borealen Nadelwald bis in das Submediterrangebiet verbreitet. In Kalkgebieten ist sie selten oder fehlt.